# Backstreet Dreams
Backstreet Dreams è l'ottavo album in studio del gruppo musicale tedesco Blue System, pubblicato nel 1993.

## Tracce
1. History – 3:37
2. Operator – 3:15
3. Backstreet Heaven – 3:48
4. You Are an Angel – 3:09
5. I'm So Excited – 3:45
6. Ballerina Girl – 3:50
7. Lovers in a Missing World – 3:18
8. Talk to Me – 3:20
9. Michael Has Gone for a Soldier – 4:20
10. Don't You Want My Foolish Heart – 4:01

## Formazione
- Rolf Köhler – voce, basso, batteria
- Dieter Bohlen – voce
- Detlef Wiedeke – chitarra
- Michael Scholz – tastiere